# فومانه
فومانه (به ایتالیایی: Fumane) یک کومونه (شهرداری) در استان ورونا در ناحیه ونتو ایتالیا واقع شده‌است.

## خصوصیات
فومانه در حدود ۱۱۰ کیلومتری (۶۸ مایلی) غرب ونیز و حدود ۱۵ کیلومتری (۹ مایلی) شمال غربی ورونا و ۱۹۸ متر بالاتر از سطح دریا واقع شده است. در ۳۱ دسامبر ۲۰۰۴، جمعیت آن ۳۹۰۸ نفر و مساحت آن ۳۴٫۳ کیلومتر مربع (۱۳٫۲ مایل مربع) بود.
شهرداری فومانه شامل frazioni (بخش‌های فرعی، عمدتاً روستاها و دهکده‌ها) Mazzurega, Cavalo, Molina و Breonio است.
فومانه با شهرداری های دولچه، مارانو دی والپولیچلا، سن پیترو این کاریانو، سنت آمبروجیو دی والپولیچلا، و سنت آنا دو آلفادو هم مرز است.

## شهرهای دوقلو
فومانه با شهرهای زیر پیوند خواهر خواندگی دارد:
- تراتالیاس، ایتالیا
- اردینارن، آرژانتین
- آتاپوئرکا، اسپانیا